# Liga Odebi
La Liga Odebi (en francés: Ligue Odebi) es un colectivo espontáneo de internautas que tiene como objetivo defender el derecho de acceso a la información, compartir el conocimiento y respetar la vida privada. 
El nombre Odebi se escogió por ser homófono de haut débit, «banda ancha» en francés. En efecto, el nombre largo de la organización, poco utilizado, es Ligue des associations haut débit, o Liga de Asociaciones de Banda Ancha. 

## Historia de su creación
La Liga Odebi se creó en mayo de 2002 como respuesta a la voluntad de varias asociaciones de internautas francesas (Luccas, ADSL-France, Piaf y la LPIC) de organizar un grupo de presión para influir en los debates legislativos en torno a Internet.
La Liga Odebi emitió su primer comunicado de prensa en mayo de 2002 para solicitar la reducción del IVA al 5,5% en productos vinculados a Internet, en particular la conexión.

## Acciones y metodologías de Odebi

### El caso Pere-noel.fr: junio-julio de 2002
La Liga se destacó desde junio de 2002 en la defensa mediática de Defense-consommateur.org. 
Los administradores del sitio web Defense-consommateur.org fueron declarados culpables de difamación a un conocido comercio en línea de la época, Pere-noel.fr, al ser considerados responsables de las declaraciones difamatorias de uno de ellos y de terceros en sus foros y fueron condenados a pagar una indemnización de casi 90 000 euros a Pere-noel.fr. 
En reacción de apoyo, la Liga hizo sendos llamamientos a las manifestaciones digitales el 20 de junio y el 18 de julio de 2002, en las que casi 50 000 foros y sitios declararon en huelga y cierran en señal de protesta. 
La historia de Pere-noel.fr se prolongó varios meses pero concluyó con la derrota judicial de los demandantes y el cierre de la tienda en línea, abrumada por el curso de los eventos.[cita requerida]

### Responsabilidad de los anfitriones y correspondencia privada.
La gran batalla de la Liga Odebi a lo largo del siguiente año y medio se desarrolló en torno la responsabilidad de los anfitriones web que la Ley de Confianza en la Economía Digital (LCEN en sus iniciales en francés) pretendía imponer. 
Desde finales de 2002 hasta principios de 2003, la industria discográfica, alegando una mengua en los beneficios debido al intercambio de archivos en Internet, presionó para la votación de la LCEN.
La Liga Odebi lanzó su asalto el 17 de enero de 2003, uniéndose a las tesis de la Asociación Francesa de Proveedores de Servicios de Internet (AFA), oponiéndose a la ley. 
Finalmente, en mayo de 2004, la ley fue aprobada. 

### 2005-2006: el DADVSI
Con eucd.info, la asociación quería avisar a los usuarios de Internet de los peligros que podría representar la transposición de la directiva europea 2001/29CE sobre derechos de autor. En Francia, esta transposición se denominóDADVSI. 
La Liga Odebi lanzó entonces una operación de boicot llamada boycothon de todos los productos considerados culturales.

### 2007-2009: Hadopi
La Liga Odebi se enfrentó a la Hadopi(Alta Autoridad para la Difusión de Obras y la Protección de Derechos en Internet) en lo referente a las redes P2P. Según la Liga Odebi, no había ningún estudio serio que respaldara los argumentos del gobierno y de los grupos de presión de la cultura según los cuales un aumento de las descargas de archivos conllevaba una pérdida de las cifras de negocio de la industria discográfica. 
Por el contrario, la Liga Odebi defendió que las redes P2P eran un medio adicional de promoción para los artistas, y aportó en este sentido estudios académicos, en particular uno de la Universidad de Harvard que apuntaba a que los grupos de usuarios de redes P2P compraban muchos más bienes culturales que los «no P2P».
De este posicionamiento se derivó el rechazo total a implantar impuestos tanto a los proveedores de servicios de Internet como a cualquier otro intermediario al no considerar que hubiera daño alguno que compensar.
En reacción al mantenimiento del canon sobre los soportes vírgenes y a la política del gobierno, la Liga Odebi mantuvo la presión al pedir un boicot completo a todos los productos culturales vendidos en Francia, y en particular en las plataformas legales de descargas.
En septiembre de 2009, en vísperas de la revisión de la Ley HADOPI por parte de la Asamblea Nacional, la página web de la Liga Odebi fue bloqueada durante varios días por un ataque informático. El Partido Pirata también fue objetivo de ataques.